# ポール・コンチェスキー
ポール・マーティン・コンチェスキー（Paul Martyn Konchesky, 1981年5月15日 - ）は、イギリス・ロンドン出身の元サッカー選手、現サッカー指導者。選手時代のポジションはDF。元イングランド代表。

## 経歴
チャールトン・アスレティックに所属していた2003年8月17日のマンチェスター・シティ戦でプレミアリーグデビュー。その後トッテナム・ホットスパーに短期レンタルすると頭角を現し、チャールトン復帰後にはポジションを確保した。
2011年、FLチャンピオンシップのレスター・シティへ移籍。2013-14シーズンには左SBとして31試合に出場し自身初のタイトルとなる2部リーグ優勝を経験。翌2014-15シーズンにも26試合に出場し残留に貢献したが、2015年にクリスティアン・フックスが加入すると構想外になり、QPRへレンタルで放出された。

## 指導歴
2017年、コーチとしてウェストハムに復帰。 2020年8月、ジェイミー・オハラのアシスタントマネージャーとしてビラリキーに再入団した。選手登録もされている。しかし、2020年12月3日、コンチェスキーとオハラの両名がクラブを去ることになった。
2021年5月にウェストハム・ユナイテッドFCウィメンのアシスタントマネージャーに就任し、2022年5月にはオッリ・ハーダーの後任として、2022-23シーズンの女子スーパーリーグから監督に就任した。

## タイトル
レスター・シティFC
- フットボールリーグ・チャンピオンシップ (1) : 2013-2014